# Philip Heijnen
Philip Heijnen (Nimega, 25 de junio de 2000) es un deportista neerlandés que compite en ciclismo en las modalidades de pista y ruta.
Ganó una medalla de bronce en el Campeonato Mundial de Ciclismo en Pista de 2024 y dos medallas de bronce en el Campeonato Europeo de Ciclismo en Pista, en los años 2023 y 2025.

## Medallero internacional
| Campeonato Mundial | Campeonato Mundial       | Campeonato Mundial | Campeonato Mundial |
| Año                | Lugar                    | Medalla            | Competición        |
| ------------------ | ------------------------ | ------------------ | ------------------ |
| 2024               | Ballerup (Dinamarca)     | Medalla de bronce  | Puntuación         |
| Campeonato Europeo |                          |                    |                    |
| Año                | Lugar                    | Medalla            | Competición        |
| 2023               | Grenchen (Suiza)         | Medalla de bronce  | Eliminación        |
| 2025               | Heusden-Zolder (Bélgica) | Medalla de bronce  | Ómnium             |